# Brunnerella mirabilis
Brunnerella mirabilis är en insektsart som beskrevs av Henri Saussure 1888. Brunnerella mirabilis ingår i släktet Brunnerella och familjen gräshoppor.

## Underarter
Arten delas in i följande underarter:
- B. m. mirabilis
- B. m. siasovi